# 和田英作
和田 英作（わだ えいさく、1874年12月23日 - 1959年1月3日）は、鹿児島県出身の洋画家・教育者。東京美術学校校長（1932年 - 1936年）。文化勲章受章者、文化功労者。父は和田秀豊、弟は和田秀穂。

## 経歴

### 幼年期
1874年12月23日、鹿児島県肝属郡垂水村（現・垂水市）に生まれた。父親は牧師の和田秀豊、母親は川上トヨ。鹿児島生まれとするのが定説だが、1997年にフェルケール博物館で開催された「日本近代洋画の重鎮・和田英作展」では、東京生まれだとする新説が提示されている。和田秀豊はトヨの父親川上幸彦と親しかった。英作は三男四女の長男である。
3歳4か月だった1878年3月に家族で上京し、東京府麻布区の麻布仲ノ町に住んだ。父親は海軍兵学校で英語の教員を務める。5歳だった1879年にはスコットランド一致長老教会のヒュー・ワデルから小児洗礼を受けた。1880年には麻布学校初等科に入学、1883年には麻布学校中等科に進学したが、1884年には東京府立芝区鞆絵小学校に転校し、1887年に鞆絵小学校高等科を卒業した。

### 青年期

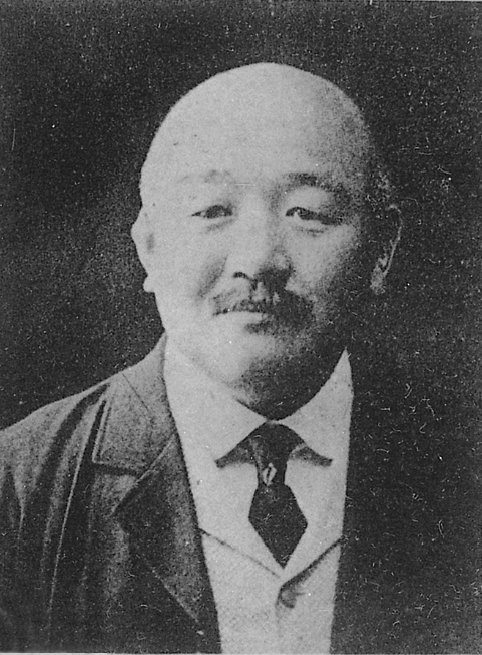
和田が師事した黒田清輝

1887年には白金の明治学院予科に入学し、上杉熊松に洋画の基礎を学んだ。明治学院の同級には三宅克己、先輩には島崎藤村がいた。内国勧業博覧会で原田直次郎や曽山幸彦の絵を見たことで本格的に洋画を学ぶことを決め、1891年には明治学院を中退。上杉の紹介で曽山の洋画塾に入塾、同門には岡田三郎助、中沢弘光、三宅、矢崎千代二がいる。1892年には曽山が死去したため、原田直次郎の洋画塾・鍾美館に移り、1893年にはその傍らで久保田米僊に日本画を学んだ。
1894年には原田が病気療養に入ったため、同年秋には外光派の黒田清輝が開設したばかりの天真道場に移った。1894年には黒田が日清戦争に従軍しているため、実際には久米桂一郎の指導を受けている。1895年には第4回内国勧業博覧会に「海辺の早春」を出品して2等賞を得ており、この作品は久米の作風に近い印象派的な風景画の要素を持っている。1896年には白馬会の結成に参加。

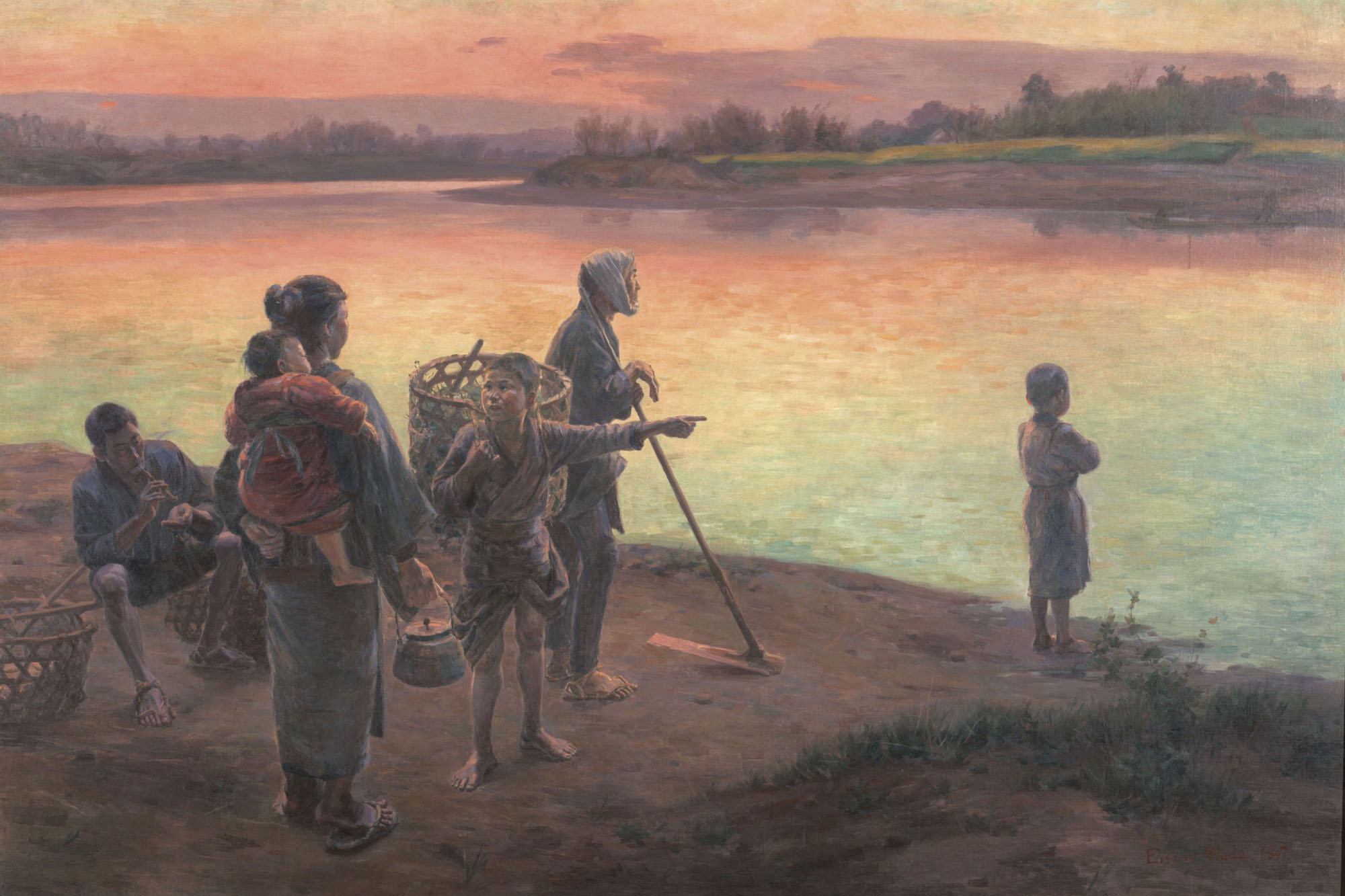
卒業制作の『渡頭の夕暮』1897年, 東京藝術大学大学美術館蔵

東京美術学校（現・東京芸術大学）に西洋画科が開設されると、黒田の西洋画科教授就任にともなって、藤島武二・岡田三郎助とともに助教授に就任。これはヨーロッパ留学を見据えた一時的な人事であり、実際には生徒として黒田の指導を受けた。しかし助教授という立場で指導を受けることに気まずさを感じ、1897年2月には助教授を辞した。
岡倉天心校長の取り計らいによって、生徒として西洋画科選科第4年級に編入学。すぐに卒業制作の創作を開始し、初の大作でありその後も代表作となる『渡頭の夕暮』を描きあげた。この作品は多摩川の矢口の渡しの一場面を描いたものであり、黒田の『昔語り』やフランス人風景画家のジャン＝シャルル・カザンの影響が指摘される。翌1898年9月に自然主義作家の田山花袋が『新小説』に発表した『渡頭』は、和田の『渡頭の夕暮』から着想を得た作品である。
4年生は和田ただひとりであり、1897年7月には西洋画科初の卒業生となっている。10月には無給で西洋画科の教場助手となり、再び黒田らの指導を受けた。1896年から1897年には芝区愛宕町に住んだ。

### ヨーロッパ留学

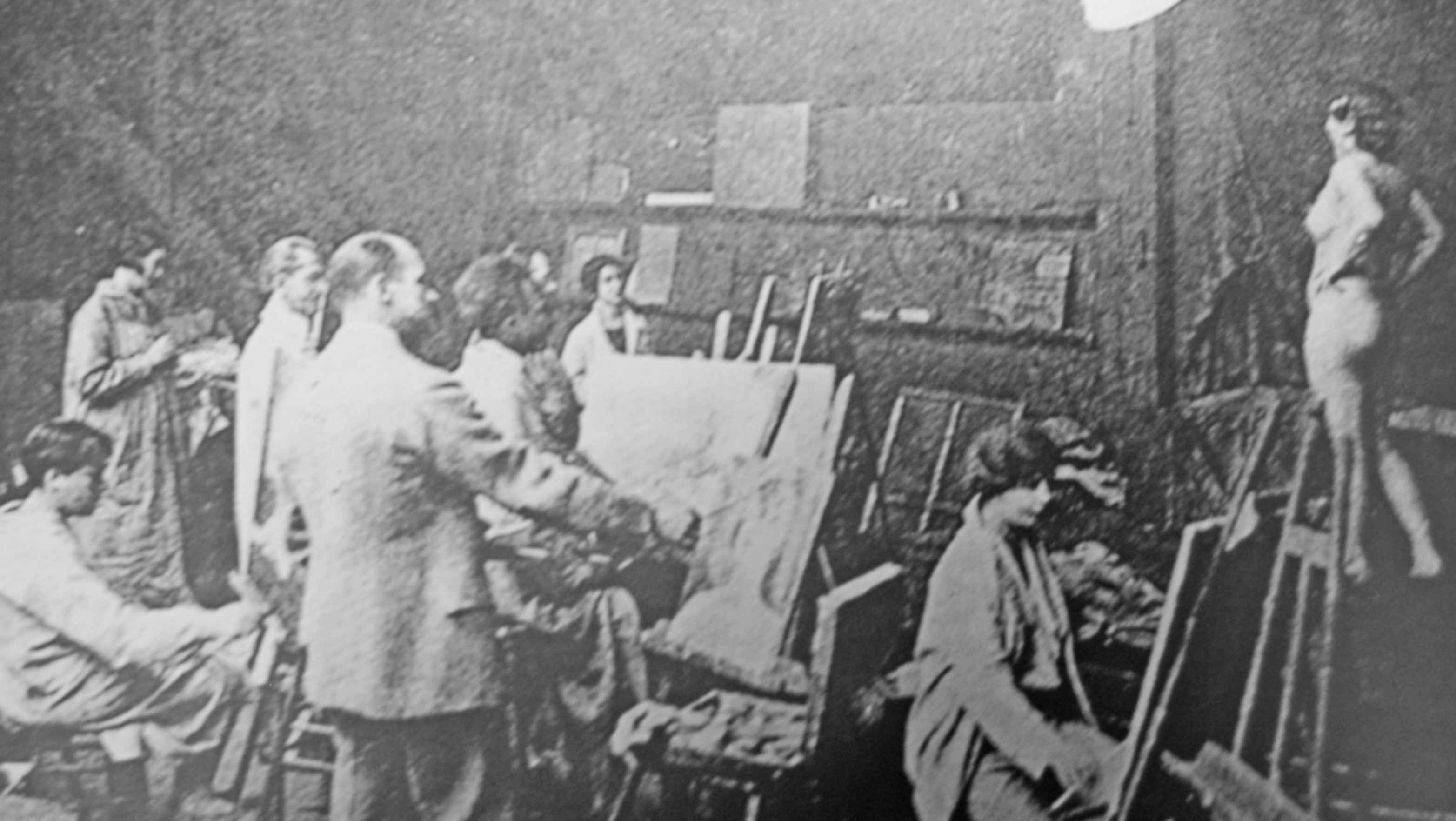
パリのアカデミー・コラロッシ

1898年には麻布区市浜衛町に転居。絵の道に自信を失って自殺も考えたが、静岡県安倍郡清水町に赴いて写生に打ち込むうちに意欲を取り戻した。1897年にオーストリア出身の東洋美術研究家アドルフ・フィッシャーが新婚旅行を兼ねて来日すると、1898年9月以降には黒田の紹介でフィッシャー夫妻の通訳となり、夫妻に付き添って約半年間かけて近畿・九州・北陸などを巡った。フィッシャーはウィーンのある財閥の息子で、イタリアで美術を学んだのち、世界旅行の途中で日本美術に深く魅了され、蒐集家として3度めの来日だった（生涯に計７回来日し、蒐集品をもとに1913年にケルン東洋美術館を設立した）。
1899年5月には、フィッシャーから日本美術の作品目録作成を依嘱され、夫妻に伴って神戸港から日本郵船の備後丸で夫妻が暮らすドイツに渡り、ベルリン公使の井上勝之助の邸宅に居候した。同年秋には文部省から西洋絵画研究のため３年間のフランス留学を命ぜられ、1900年3月に文部省留学生としてパリに留学。アカデミー・コラロッシではラファエル・コランに木炭画と油絵を、ウジェーヌ・グラッセに装飾美術を学んだ。同年のパリ万国博覧会には旧作『渡頭の夕暮』と『機織』を出品し、前者で選外佳作賞を受けた。
1901年10月から1902年3月まで、約半年間パリ郊外のグレ＝シュル＝ロワンに暮らし、浅井忠と共同生活を行った。この時期には絵画だけでなく図案・漫画・表紙絵・俳句などの創作も行っており、黒田、岡田三郎助、浅井、竹内栖鳳らとともに同人誌『パンテオン会雑誌』の編集にも携わっている。留学時代には充実した創作活動を行い、アカデミックな洋画描法を習得した。1903年1月から2月にはルーブル美術館に足しげく通い、ジャン＝フランソワ・ミレーの『落穂拾い』を模写した。1903年には1か月半かけてフランスとイタリアを巡歴し、1903年7月に日本に帰国すると、東京美術学校教授に就任した。1903年には第5回内国勧業博覧会に「こだま」を出品して2等賞を得ている。

### 日本帰国後

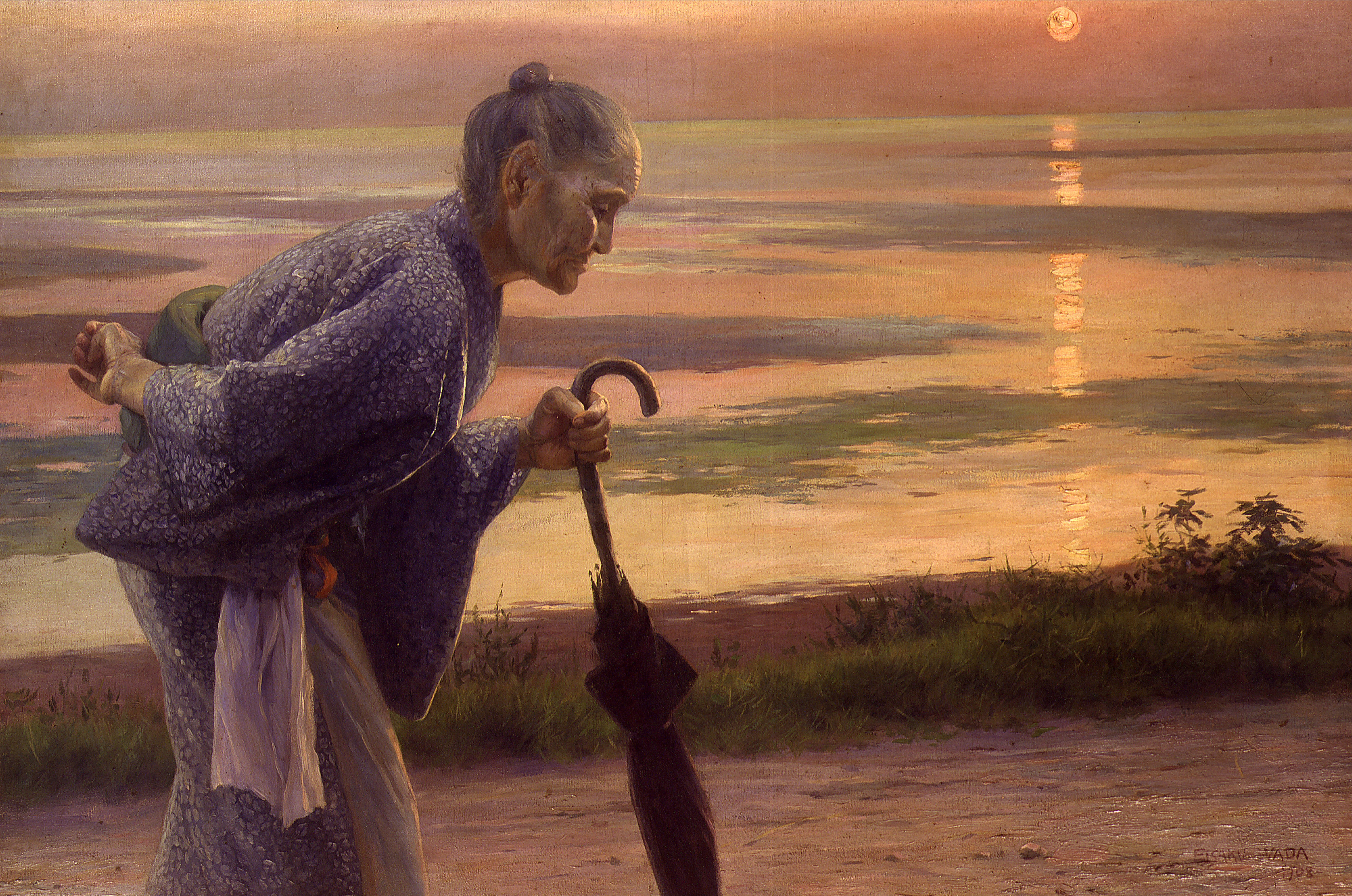
『おうな』1908年, 東京国立近代美術館蔵

1904年にはセントルイス万国博覧会に『風景』を出品。1907年には東京府勧業博覧会審査員、第1回文展審査員、文部省美術審査委員会委員となり、33歳だったこの年には高橋滋子と結婚した。1908年には第2回文展に『おうな』を出品。春先から準備を進めた労作だったが、「和田氏はたしかに老耄の氣味がある、然らざれば餘りに無研究な畫だと思ふ、もし是でも研究があつたとすれば、其は餘りに皮相な研究である、色に於て形に於て、殊に顔面の陰の部分の透明性な色調に於て、（一寸透明に見えると感じたまゝで塗つてある、そして其以上に何ものをも見てない）」との酷評もあった。
1910年には東京美術及美術工芸品展覧会評議員、同展第2類出品鑑別委員、伊太利万国博覧会美術品出品鑑査委員となった。1911年には日本発の純洋式劇場である帝国劇場（同年開館）にて、客席天井に天女の壁画を製作した。

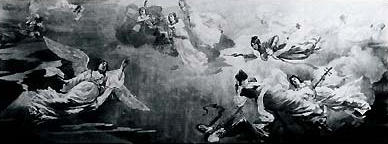
帝国劇場の天井画 和田英作画（1911年）
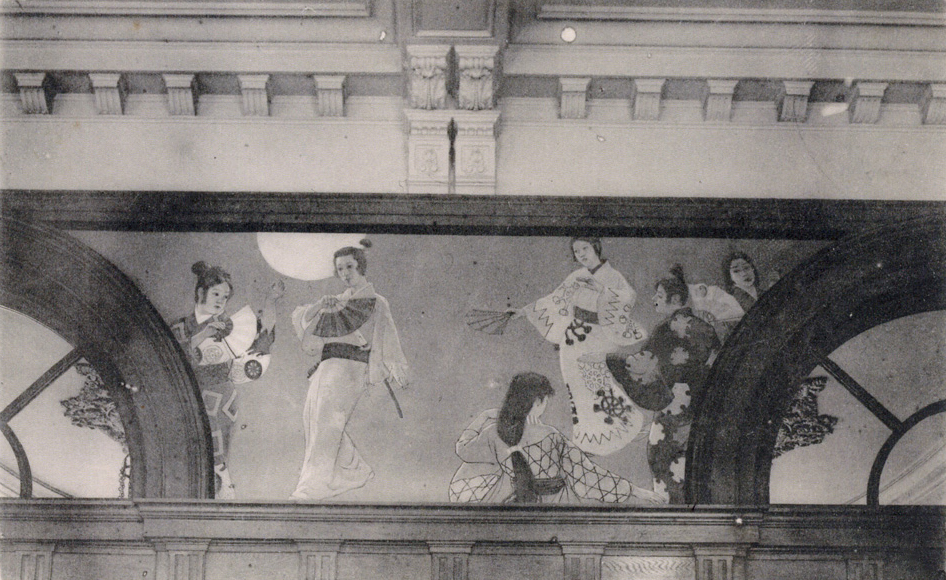
帝国劇場食堂壁画和田英作画「桃山の月見」（1923年）

1912年に第6回文展に出品した『H夫人肖像』は概して高評価を得たが、夏目漱石は「和田君はH夫人といふのをもう一枚描いてゐる。是も男爵同様甚だ不快な色をしてゐる。尤も窓掛や何かに遮られた暗い室内の事だから光線が心持よく通はないのかも知れない、が光線が暗いのではなくって、H夫人の顔が生れ付暗い様に塗ってあるから気の毒である」と評している。

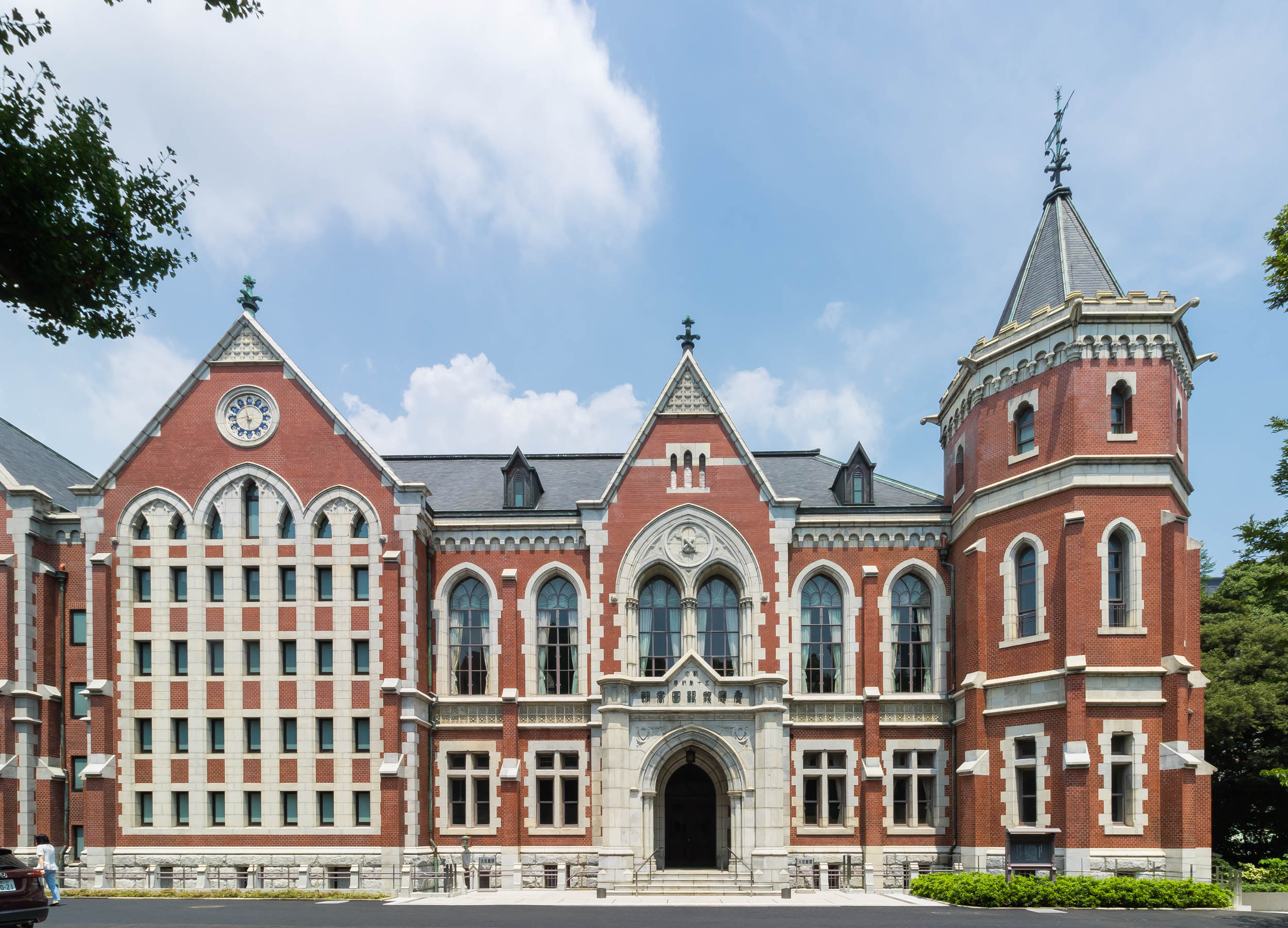
和田が原画を担当したステンドグラスが印象的な慶應義塾図書館旧館

1914年には東京大正博覧会の審査官となり、また赤坂離宮と東京駅の壁画を製作した。前年に赤坂離宮東の間の壁画制作依頼を受けていた和田は、紙巻煙草の高級産地であったエジプト・カイロ近郊の風景を題材とし、1914年7月に壁画を完成させた。この壁画は内装との調和性が傑作と称えられている。同年に開業した東京駅（中央停車場）帝室用玄関には、黒田の下絵を基にして和田が日本の産業を主題とする『海陸・殖産・興業』の大壁画を製作した。この壁画は太平洋戦争時に焼失している。慶應義塾図書館旧館の階段正面に施されたステンドグラスは和田が原画を、小川三知が製作を担当し、1915年に完成した。慶應義塾大学図書館旧館は太平洋戦争で焼失したが、小川の助手であった大竹龍蔵によって1974年にステンドグラスが復元された。
1914年には勲六等瑞宝章を受章。1919年には帝国美術院の会員となった。同年には慶應義塾大学に福沢諭吉演説像を製作し、三田大講堂の中央壁面に掲げられたが、この像は太平洋戦争時に焼失している。1937年には松村菊麿がこの像を模写しており、1960年に慶應義塾に寄贈されて三田演説館の演台に展示されている。和田は父親から聞いた話を基にして腕組みをした福沢の姿を表し、このポーズは今日まで福沢のイメージとして親しまれている。
1921年4月22日には日仏交換展の代表使節に命じられ、アメリカ経由でパリに渡る。勅任官としてフランス官設美術展覧会に日本美術を出品する活動を行い、1922年9月に日本に帰国した。1922年には勲四等瑞宝章を受章。1923年にはフランス政府よりレジオン・ドヌール勲章を受けた（1928年に受章）。同年にはフランス美術展の準備委員、第2回朝鮮美術審査委員会の委員となった。1925年には鹿児島県庁舎の落成を記念して『富士（河口湖）』を鹿児島県に寄贈している。
一方で商業美術でも活動し、1925年創刊の『キング』他の雑誌の表紙絵を手掛けている。

### 東京美術学校校長

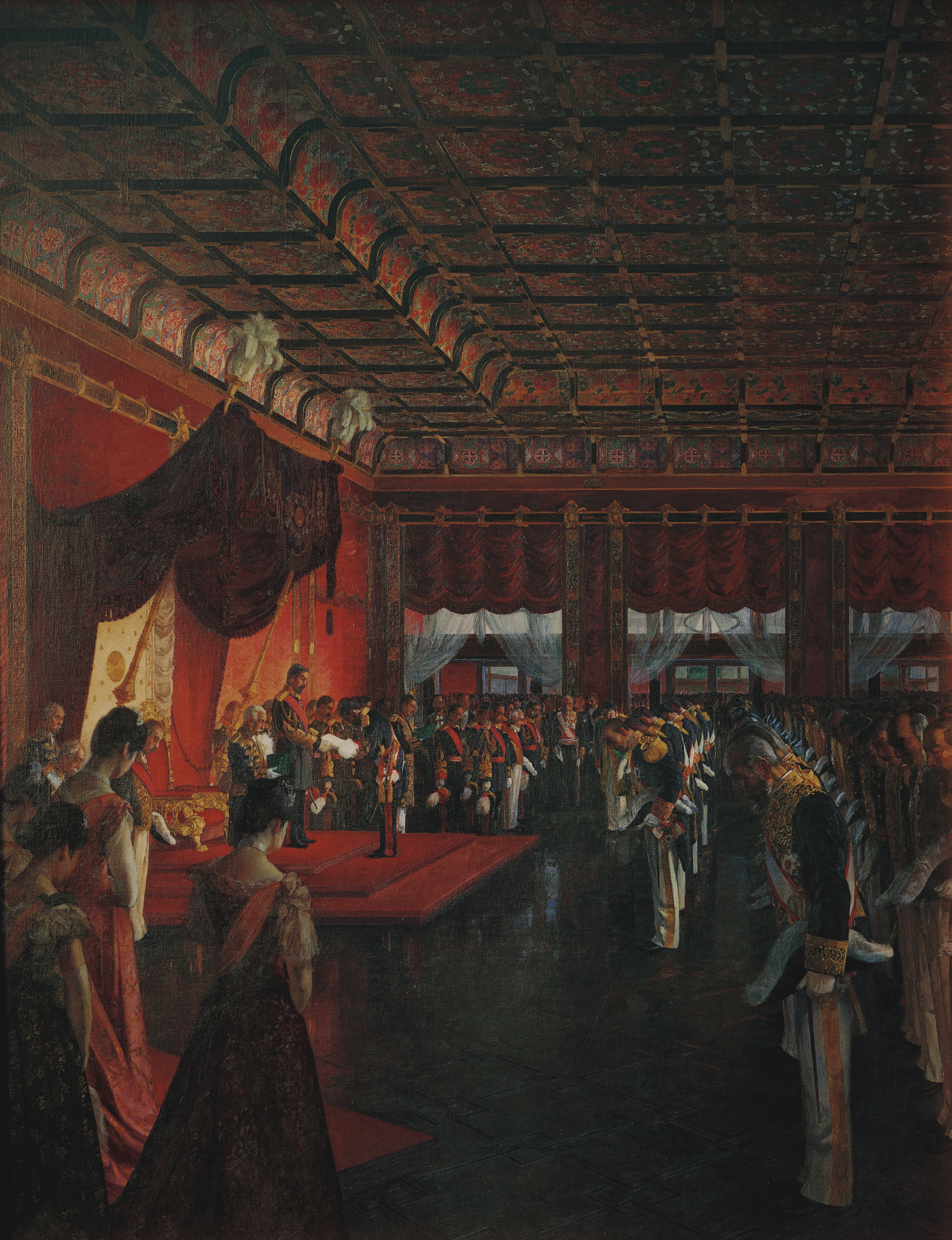
『憲法発布式』1936年, 聖徳記念絵画館蔵

30年以上東京美術学校校長を務めた正木直彦が1932年に辞任すると、和田が後任の校長に就任。美術家出身の東京美術学校長は和田が最初にして最後である。東京美術学校では刑部仁や野口謙蔵などの後進を育てている。1933年には史蹟名勝天然記念物調査委員会の委員となった。1934年12月3日には帝室技芸員に命じられた。1936年には妹であるチマと青山彦太郎の息子青山新、新の妻青山茂と養子縁組を結んだ。
1935年、帝国美術院が松田源治文部大臣によって改革が進められると、在野の美術家を会員に組み入れる基礎工作などに携わった。
1936年には平生釟三郎文部大臣によって帝国美術院の再改組が行われたが、和田ら14人の連署によってこの再改組に反対し、帝国美術院会員と東京美術学校長を辞した。校長退任後には従三位に叙せられ、東京美術学校の名誉教授となっている。同年には明治神宮外苑の聖徳記念絵画館に壁画『憲法発布記念式』を製作。完成は絵画館の記念式当日にまでずれこみ、式典の開催直前まで加筆した大作となった。
さらには同年には宮内省の命による『山本内閣親任式』を製作した。『憲法発布式』は今日の日本の歴史教科書に掲載されている。『山本内閣親任式』は1936年9月1日に昭和天皇に献上され、昭和天皇が暮らす吹上御所（吹上大宮御所）の大広間に掛けられた。
1937年に帝国美術院が廃止され、帝国芸術院が設立されるとその会員となった。同年にベルリン国立博物館のオット・キュンメルが日本を訪れた際には、外務大臣官邸での茶会に招待された。1940年から1943年の夏季と冬季には、奈良県生駒郡法隆寺村の法隆寺金堂壁画（第5号壁画）の模写を行っており、模写用の照明として当時研究中だった蛍光灯を導入している。1943年には文化勲章を受章した。

### 知立疎開時代

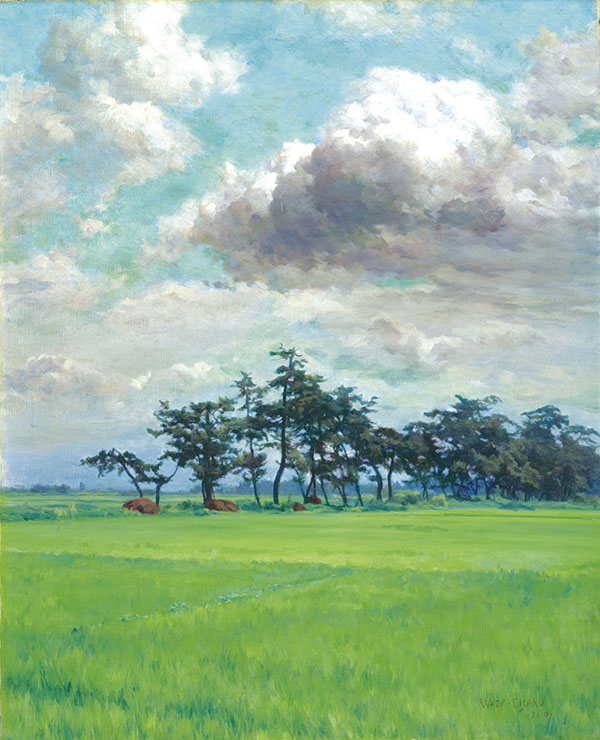
知立疎開時代に描いた『夏雲』1950年, 佐野美術館蔵

1945年3月には麻布区笄町の自宅が強制疎開の対象となり、4月12日には愛知県碧海郡知立町（現・知立市）で駄菓子屋の離れを借りて疎開生活を始めた。知立町への疎開時代には東海道の松並木、小堤西池のカキツバタ、逢妻川などを作品に残している。知立在住時にはしばしば知立劇場で観劇し、近隣の碧海郡高岡村に住んでいた画家の岩月光金と交遊した。
疎開時代にも手紙を通じて東京の中央画壇との関係を維持し、芸術院美術部会議や日展の審査など必要があれば東京まで出かけて行った。1946年に新文展から名称を変更して日展が初開催されると、鑑査のために東京に赴いている。終戦直後で物資が乏しい時代ながら、疎開時代には年間約30点、計約170点の作品を残しており、風景画と静物画がほぼ同数であった。
1949年2月22日、和田を含む日本芸術院会員14人が皇居に招かれ、昭和天皇の午餐の御陪食を賜る。この際、和田は生物学御研究所に飾るバラを題材とした絵画を献上した。1951年には文化功労者に選ばれた。三保移住後の1952年にも知立を訪れ、未完だった『知立神社の杜』を完成させている。

### 三保移住後

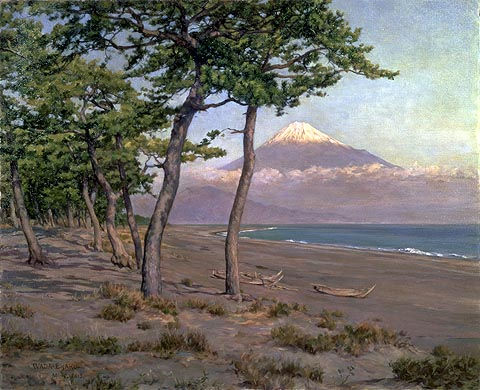
三保移住後に描いた『三保富士』1953年, 小杉放菴記念日光美術館蔵

富士山や羽衣伝説を描きたいという思いから、1951年8月12日には静岡県清水市三保（現・静岡市）に移り住んだ。11月11日には上野養生軒で和田、中沢弘光、三宅克己の3人の喜寿祝賀会が開催され、大阪と名古屋で喜寿店が開催された。1953年には日本芸術院の第一部長に選ばれた。1955年には清水市庁舎の落成を記念して『真崎からの富士』を清水市に寄贈している。1958年には膀胱癌と診断されて東京厚生年金病院に入院。4月には退院したが、1959年1月3日に清水市三保宮方にて死去した。死後には正三位に昇叙され、勲一等瑞宝章大綬を受けた。1月10日には明治学院講堂で葬儀が行われ、3月10日には東京多摩霊園に埋葬された。

## 画風
19世紀末に世界的に流行した外光派の影響を受けた風景画を多く描いた。日本の近代洋画史における外光派の代表的作家である。明治美術会展、白馬会展、文展＝帝展＝新文展＝日展などに出品した。
創作した分野は人物画、肖像画、風景画、静物画、風俗画と多岐にわたるが、一貫して外光派的写実主義を守った。もっとも得意なのは肖像画であり、もっとも多く描いたのは風景画である。静物画ではバラや洋ランなどの花を多く描いた。1951年には富士山を描くために静岡県清水市三保に転居した。後半生は「富士薔薇太郎」（またはバラ富士太郎）とも称された。

## 評価
近代洋画界を牽引した黒田清輝の忠実な後継者と見られることが多い。後半生においては日本洋画壇の長老的存在だった。生涯に渡って写実的で穏健な作風を守り続けたため、新しい芸術思潮を積極的に取り入れた若い作家の影響もあって、その活動後期における作品の評価は必ずしも高くない。1959年の和田の死去によって「明治の洋画は終わった」と言われ、時代の推移の象徴として扱われた。

## 展覧会
1961年4月には三越本店にて、生前・没後を通じて初となる大規模な個展（遺作展）が開催された。1974年には和田の生誕100年と鹿児島市立美術館の創立20周年を記念して、鹿児島市立美術館で「和田英作展」が開催された。1985年には鹿児島市立美術館の新館開館を記念して、「黒田清輝・藤島武二・和田英作 日本近代洋画史における郷土作家たち」が開催された。1998年には和田が晩年を過ごした土地の静岡県立美術館と出身地の鹿児島市立美術館で「「近代洋画の巨匠 和田英作展」が開催された。2007年は戦後に7年間を過ごした知立に近い刈谷市美術館で「和田英作展 三河・知立と刈谷に残した足跡を中心に」が開催された。2016年には 「日本近代洋画の巨匠 和田英作展」が開催され、刈谷市美術館や佐野美術館などを巡回している。
個展
- 1929年 「個展」 三越本店
- 1936年 「個展」 三越本店
- 1938年 「個展」 三越本店
- 1939年 「個展」 阪急百貨店

- 1940年 「個展」 青樹社
- 1941年 「個展」 三越本店
- 1951年 「喜寿展」 美交社
- 1952年 「個展」 美交社

出品した展覧会
- 1892年 明治美術会展『秋ノ景色』
- 1893年 明治美術会展『人体習作』『景色』
- 1895年 第4回内国勧業博覧会『海辺の早春』
- 1895年 明治美術会展『新柳』『海辺早春』など
- 1896年 第1回白馬会展『麦の秋』『虹』『矢口のわたし』など
- 1897年 第2回白馬会展『快晴』『渡頭の夕暮』など
- 1898年 第3回白馬会展『三保の富士』『物おもひ』『機織』など
- 1899年 第4回白馬会展『甲板』『ミッドルス・バロオ』など
- 1900年 パリ万国博覧会『渡頭の夕暮』『機織』
- 1900年 第5回白馬会展『肖像』『風景』など
- 1901年 第6回白馬会展『ルュクサンブール』『池』
- 1902年 サロン『思郷』
- 1902年 第7回白馬会展『冬の池畔』『半身』『婦人読書』など
- 1903年 第5回内国観業博覧会『こだま』
- 1903年 第8回白馬会『思郷』『肖像』『夕暮の三保』『夕凪』
- 1904年 第9回白馬会展『有るかなきかのとげ』『箕作博士肖像』
- 1904年 セントルイス万国博覧会『風景』
- 1905年 白馬会創立十年記念展『くものおこなひ』『夕空』など
- 1907年 東京府勧業博覧会『斜陽』
- 1907年 第11回白馬会展『肖像』『風景』
- 1908年 第2回文展『おうな』
- 1909年 第3回文展『角田市区改正局長肖像』『原法学博士肖像』
- 1910年 第4回文展『薔薇』『まとものあかり』『肖像』
- 1911年 第5回文展『小金井博士肖像』『曇り日』『草花』
- 1912年 第6回文展『石黒男爵肖像』『H夫人肖像』
- 1914年 東京大正博覧会『筧の水』
- 1914年 第8回文展『黄昏』『赤い燐寸』
- 1914年 光風会展『漁村』
- 1915年 第9回文展『佐用姫』

- 1916年 第10回文展『あけちかし』
- 1918年 第12回文展『壁画落慶之図』
- 1919年 第1回帝展『読了りたる物語』
- 1920年 第2回帝展『渋沢子爵像』
- 1924年 第5回帝展『大住嘯風君肖像』『奈良人形』
- 1925年 第6回帝展『森律子肖像』『野遊』
- 1925年 光風会展『花』
- 1926年 第7回帝展『松林』
- 1926年 第1回聖徳太子奉讃展『父の肖像』
- 1926年 光風会展『薔薇』
- 1927年 明治大正名作展『こだま』『渡頭の夕暮』など
- 1927年 燕巣会展『黒き瓶の薔薇』
- 1928年 第9回帝展『肖像』
- 1928年 燕巣会展『冬の日』
- 1930年 第11回帝展『早春』
- 1930年 第2回聖徳太子奉讃展『花』
- 1930年 光風会展『初冬の湖畔』
- 1931年 第12回帝展『黄衣の少女』
- 1936年 青樹社洋画展『薔薇』
- 1937年 明治、大正、昭和三聖代名作展『静物』など
- 1938年 上弦会展『細流』『蘭花』など
- 1939年 法隆寺上宮王院本尊大厨子建立奉讃展『琵琶湖畔の春』
- 1944年 戦艦献納帝国芸術院会員展『山麓の春』
- 1946年 第1回日展『上の御堂にて』
- 1947年 第3回日展『曙』
- 1947年 現代美術展『凉蔭』
- 1950年 第6回日展『夏雲』
- 1958年 髙島屋美術部50年記念展『三保の不士』

回顧展
- 1961年 「遺作展」三越本店
- 1974年 「和田英作展」鹿児島市立美術館
- 1985年 「黒田清輝・藤島武二・和田英作」鹿児島市立美術館
- 1998年 「近代洋画の巨匠 和田英作展」静岡県立美術館、鹿児島市立美術館
- 2007年 「和田英作展 三河・知立と刈谷に残した足跡を中心に」刈谷市美術館
- 2016年 「日本近代洋画の巨匠 和田英作展」刈谷市美術館、佐野美術館、神戸市立小磯記念美術館、都城市立美術館

## 役職・会員・審査員
役職
- 1896年 東京美術学校西洋画科 助教授
- 1903年-1932年 東京美術学校 教授
- 1932年-1936年 東京美術学校 校長
- 1936年 東京美術学校 名誉教授

会員
- 1919年 帝国美術院 会員
- 1937年 帝国芸術院 会員

審査員など
- 1907年 東京府勧業博覧会 審査官
- 1907年-1918年 文部省美術審査委員会 委員
- 1910年 東京美術及美術工芸品 展覧会評議員、同展第2類出品鑑別委員
- 1910年 伊太利万国博覧会 美術品出品鑑査委員
- 1914年 東京大正博覧会 審査官
- 1923年 フランス美術展 準備委員
- 1923年 第2回朝鮮美術審査委員会 委員
- 1933年 史蹟名勝天然記念物調査委員会 委員
- 1934年 帝室技芸員
- 1935年 美術研究所 所長事務取扱

## 受賞・受章
受賞
- 1895年 第4回内国勧業博覧会 妙技二等賞『海辺の早春』
- 1900年 パリ万国博覧会 選外佳作賞『渡頭の夕暮』

受章
- 1922年 勲四等瑞宝章
- 1923年 フランス政府 レジオン・ドヌール勲章
- 1943年 文化勲章
- 1951年 文化功労者
- 1959年 勲一等瑞宝章

## 作品
風景画・静物画

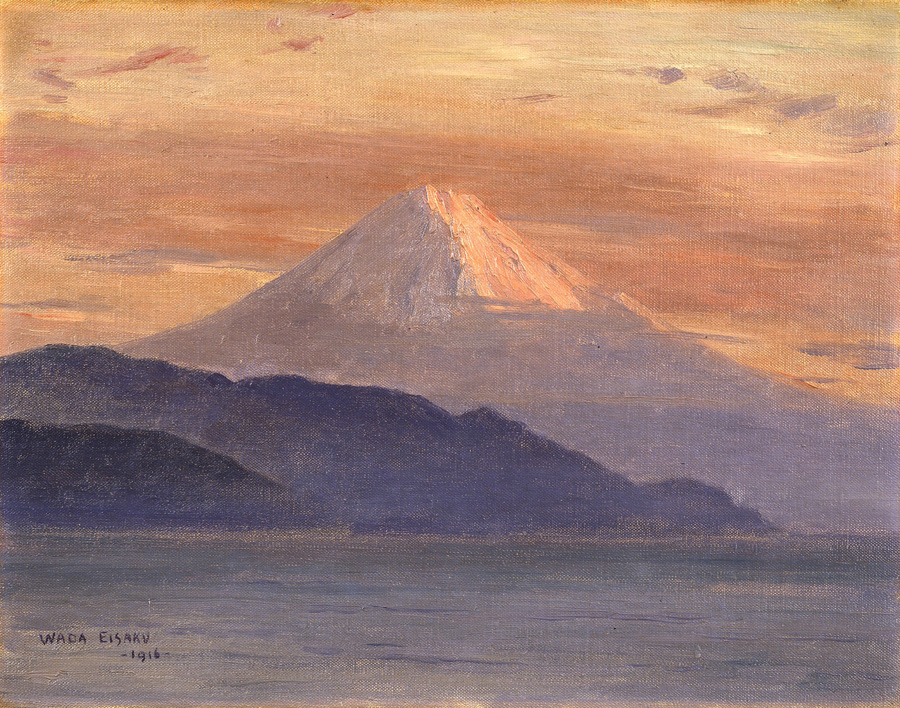
『紅富士』1916年, フジヤマミュージアム蔵
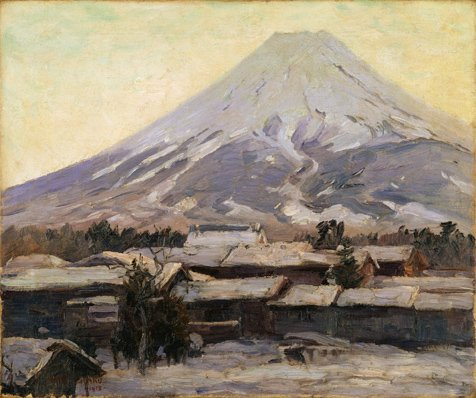
『富士図』1918年, ポーラ美術館蔵
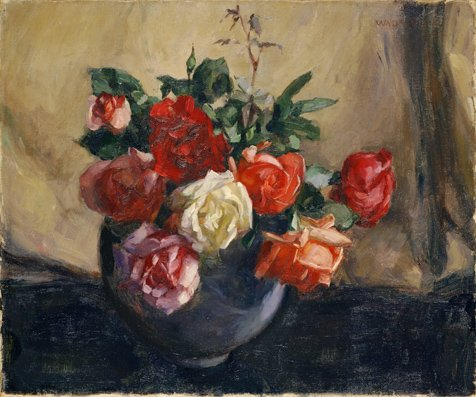
『薔薇』1932年, ポーラ美術館蔵
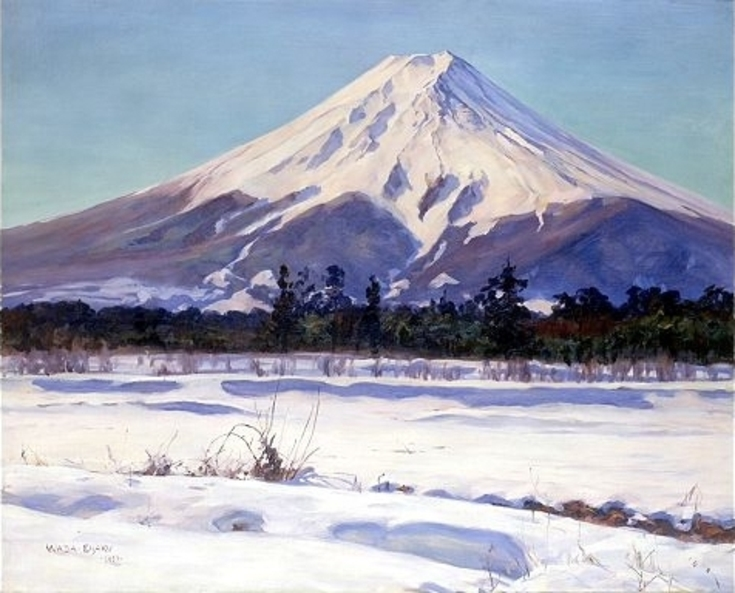
『富士（吉田より）』1933年, 鹿児島市立美術館蔵
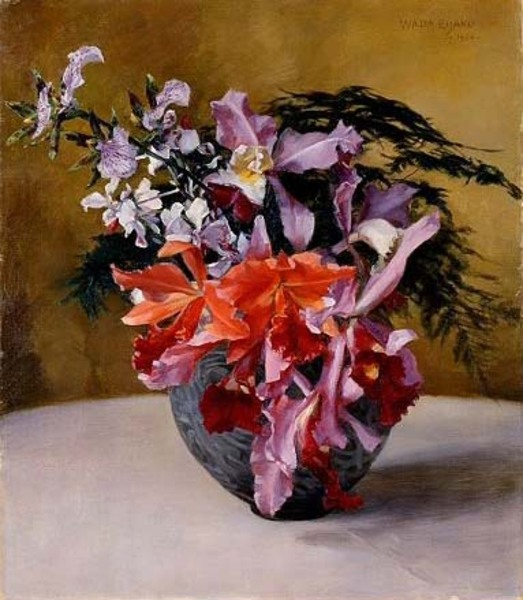
『花』1939年, 鹿児島市立美術館蔵
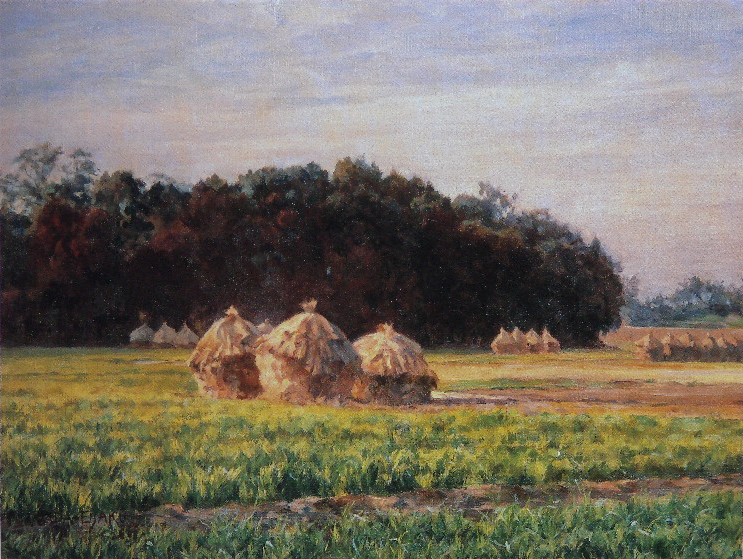
『知立神社の杜』1952年, 知立市民俗資料館蔵

肖像画・人物画・その他

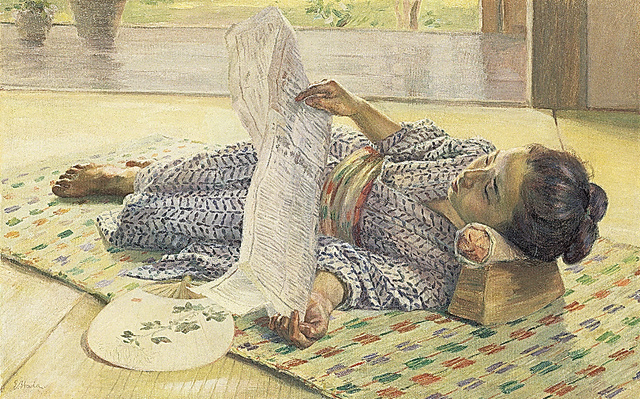
『少女新聞を読む』1897年, 東京藝術大学大学美術館蔵
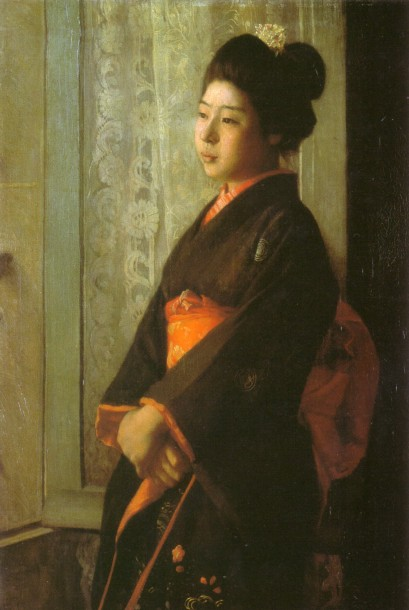
『思郷』1902年, 東京藝術大学大学美術館蔵
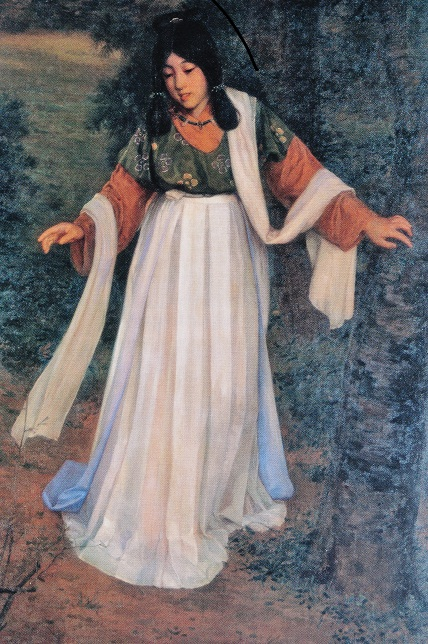
『くものおこなひ』1905年, 歌舞伎座
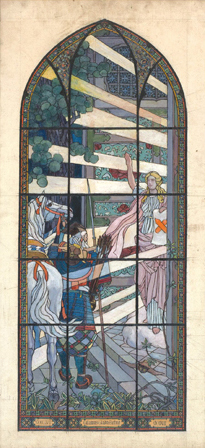
慶應義塾大学図書館のステンドグラス原画, 1912年頃
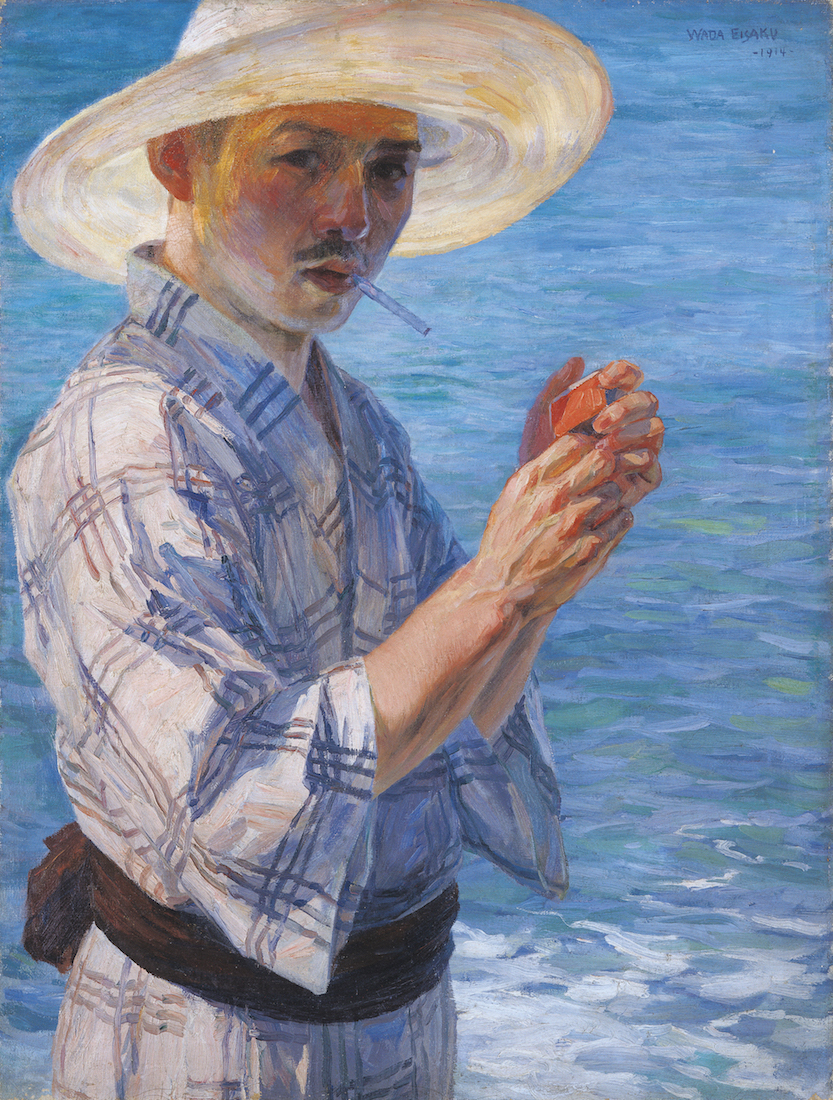
『赤い燐寸』（渋沢秀雄）, 1914年, 鹿児島市立美術館
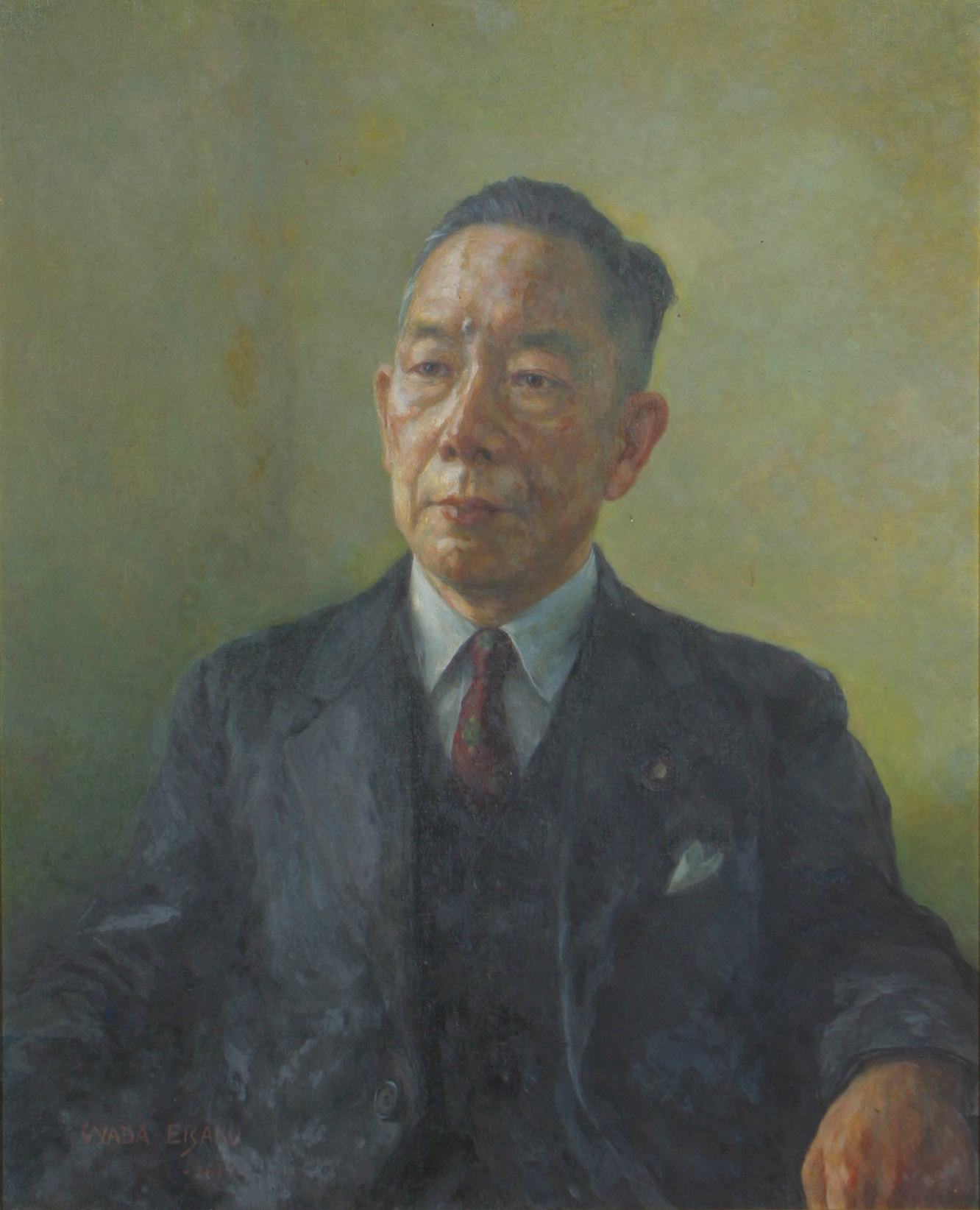
『高瀬荘太郎』1957年, 一橋大学附属図書館蔵

## 文献
- 鹿児島市立美術館『黒田清輝・藤島武二・和田英作図録 : 日本近代洋画史における郷土作家たちその1』鹿児島市立美術館、1985年。
- 刈谷市美術館『近代洋画の巨匠 和田英作展』刈谷市美術館、2007年。
- 刈谷市美術館『日本近代洋画の巨匠 和田英作展』刈谷市美術館、2016年。
- 静岡県立美術館、鹿児島市立美術館『和田英作展図録』読売新聞社、1998年。
- 泰井, 良 (2004), “和田英作《富士》について--その制作姿勢と位置付け”, 静岡県立美術館紀要 (静岡県立美術館) (20):  69-78
- 手塚, 恵美子 (2006), “和田英作と装飾美術”, 鹿島美術財団年報 (鹿島美術財団) (24):  188-202
- 和田, 英作『和田英作展 : 生誕百年記念』鹿児島市立美術館、1974年。
- 和田, 英作『和田英作展 : 特別企画　日本近代洋画の重鎮』フェルケール博物館、1997年。